# Vampirtintenfischähnliche
Die Ordnung der Vampirtintenfischähnlichen (Vampyromorpha) ist in den heutigen Meeren offenbar nur noch mit wenigen Arten vertreten, zu denen Vampyroteuthis infernalis zählt, den man ursprünglich für monotypisch hielt. Aus dem Fossilbericht kennt man dagegen noch eine größere Zahl von Arten, die die ursprünglich wesentlich größere Verbreitung und Artenvielfalt dieser Gruppe belegen.
Vampirtintenfischähnliche bilden zusammen mit den Kraken i. e. S. (Octopoda) und den Cirrentragenden Kraken (Cirroctopoda) die Gruppe der Achtarmigen Tintenfische (Octopodiformes oder Vampyropoda) innerhalb der Tintenfische (Coleoidea).

## Merkmale
Vampirtintenfischähnliche besitzen zwischen dem ersten und dem zweiten Armpaar (vom Kopf aus gezählt) noch ein Paar rückziehbare, fadenförmige Gebilde (Filamente), die als Sinnesorgane benutzt werden.
Außerdem sind sie durch den Besitz eines Schulps charakterisiert, der beim heutigen Vampirtintenfisch allerdings nur aus organischer Substanz besteht. Bei den ausgestorbenen Arten war der Schulp in der Regel noch durch dünne Lagen von Kalk verstärkt.

## Paläontologie

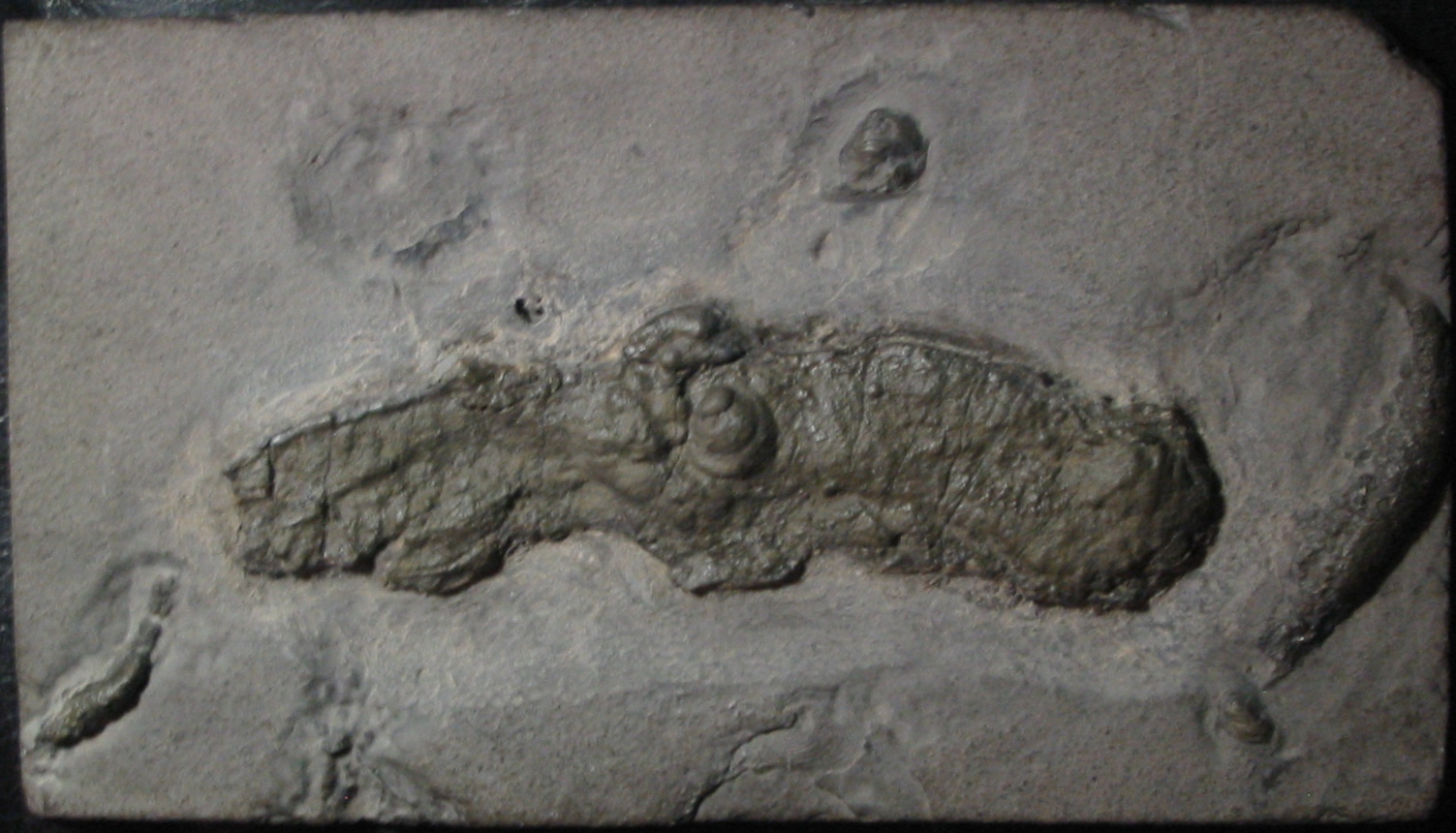
Fossil von Vampyronassa rhodanica in pyritisierter Erhaltung

Die ältesten Vertreter der Gruppe stammen aus der Oberen Trias (Rhät). Aus dem Mitteljura (Callovium, ca. 161,2–164,7 mya) von Südostfrankreich kennt man auch Vampyronassa rhodanica.

## Systematik
Die Ordnung der Vampirtintenfischähnlichen umfasste ursprünglich fünf Unterordnungen, die sich in mehrere Familien aufteilen. Die große Mehrzahl der bisher entdeckten Arten ist bereits ausgestorben.
- Kelaenina †
  - Muensterellidae †
- Prototeuthina †
  - Geopeltididae †
  - Lioteuthididae †
  - Loligosepiidae †
  - Mastigophoridae †
- Mesoteuthina †
  - Palaeololiginidae †
  - Teudopsidae †
- Vampyromorphina
  - Vampyroteuthidae
    - Vampyronassa rhodanica †
    - Vampyroteuthis infernalis
    - Vampyroteuthis pseudoinfernalis[2]